# Methyl-benzoát
Methyl-benzoát (methylester kyseliny benzoové) má chemický vzorec C6H5COOCH3.
Je to ester, který lze připravit esterifikací kyseliny benzoové methanolem.

## Použití

### Použití v histologii
V histologii se používá na prosycení tkáně látkou rozpouštějící parafín při převádění z ethanolu do parafínu. Běžně se místo něj používá xylen. Methyl-benzoát se používá na tkáně, které by běžným způsobem ztvrdly, protože v něm tkáň netvrdne. Tvrdé tkáně se nechávají v několika lázních methyl-benzoátu několik hodin. Na měkčí tkáně stačí např. jen hodina nebo i méně. Po prosycení methyl-benzoátem lze dát tkáň přímo do parafínu, ale to by pak i parafínové bločky zapáchaly. Dříve se tedy používal po methyl-benzoátu ještě benzen, který se dnes kvůli zdravotním rizikům nepoužívá. Tkáň se projasní xylenem (dvakrát 15 min.).

### Použití při měření spotřeby tepla
Používá se při měření spotřeby tepla v bytových jednotkách. Je náplní skleněných trubiček, které jsou v plastovém krytu umístěné na radiátoru. Spotřeba tepla se pak odvodí z množství odpařeného methyl-benzoátu změřením výšky hladiny na pozadí exponenciálně rostoucí stupnice.
Zjednodušeně:[ujasnit]
- ethanol (100%) → methyl-benzoát → xylen → parafín → parafínové bločky.